# Gian Antonio Fassano
Gian Antonio Fassano (também Gian Antonio Phassarus ou Gian Antonio Fasside) (falecido a 10 de setembro de 1568) foi um prelado católico romano que serviu como bispo auxiliar de Monreale (1544–1568) e bispo titular de Christopolis (1544–1568).

## Biografia
A 4 de junho de 1544, Gian Antonio Fassano foi nomeado durante o papado de Paulo III como Bispo Auxiliar de Monreale e Bispo Titular de Christopolis A 30 de junho de 1544, foi consagrado bispo por Alfonso Oliva, Arcebispo de Amalfi, com Scipione Rebiba, Bispo Titular de Amiclas, e Cornelio Musso, Bispo de Bertinoro, servindo como co-consagradores. Serviu como Bispo Auxiliar de Monreale até à sua morte a 10 de setembro de 1568.
Enquanto bispo, foi o principal consagrador de Antonino Faraone, bispo de Cefalù (1562), e de Juan Orozco de Arce, bispo de Siracusa (1562).